# Jordania na Letnich Igrzyskach Olimpijskich 2016
Jordanię na Letnich Igrzyskach Olimpijskich 2016, które odbyły się w Rio de Janeiro reprezentowało 8 zawodników. Podczas tych igrzysk Jordania zdobyła swój pierwszy olimpijski medal.
Był to dziesiąty start reprezentacji Jordanii na letnich igrzyskach olimpijskich.

## Zdobyte medale
| Medal | Zawodnik        | Dyscyplina | Konkurencja | Rezultat                                                        | Data        |
| ----- | --------------- | ---------- | ----------- | --------------------------------------------------------------- | ----------- |
| Złoto | Ahmad Abughaush | Taekwondo  | - 68 kg     | W finale pokonał reprezentanta Rosji Aleksieja Dienisienkę 10-6 | 18 sierpnia |

## Reprezentanci

### Boks
Mężczyźni
| Zawodnik        | Konkurencja          | 1/16              | 1/8              | Ćwierćfinał      | Półfinał         | Finał            | Finał   |
| Zawodnik        | Konkurencja          | Przeciwnik Wynik  | Przeciwnik Wynik | Przeciwnik Wynik | Przeciwnik Wynik | Przeciwnik Wynik | Miejsce |
| --------------- | -------------------- | ----------------- | ---------------- | ---------------- | ---------------- | ---------------- | ------- |
| Obada Al-Kasbeh | waga lekkopółśrednia | Biyarslanov P 0-3 | NQ               | NQ               | NQ               | NQ               | NQ      |
| Hussein Ishaish | waga superciężka     | BYE               | Nistor W 2-1     | Yoka P 0-3       | NQ               | NQ               | NQ      |

### Judo
Mężczyźni
| Zawodnik       | Konkurencja | 1/32             | 1/16             | 1/8              | Ćwierćfinał      | Półfinał         | Pierwsza runda repasaży | Pojedynek o brązowy medal | Finał            | Finał   |
| Zawodnik       | Konkurencja | Przeciwnik Wynik | Przeciwnik Wynik | Przeciwnik Wynik | Przeciwnik Wynik | Przeciwnik Wynik | Przeciwnik Wynik        | Przeciwnik Wynik          | Przeciwnik Wynik | Pozycja |
| -------------- | ----------- | ---------------- | ---------------- | ---------------- | ---------------- | ---------------- | ----------------------- | ------------------------- | ---------------- | ------- |
| Ibrahim Khalaf | - 90 kg     | Yacoub P 000-011 | NQ               | NQ               | NQ               | NQ               | NQ                      | NQ                        | NQ               | NQ      |

### Lekkoatletyka
Mężczyźni
| Zawodnik          | Konkurencja | Eliminacje | Eliminacje | Półfinał | Półfinał | Finał    | Finał   |
| Zawodnik          | Konkurencja | Rezultat   | Pozycja    | Rezultat | Pozycja  | Rezultat | Pozycja |
| ----------------- | ----------- | ---------- | ---------- | -------- | -------- | -------- | ------- |
| Methkal Abu Drais | Maraton     | —          | —          | —        | —        | 2:46,18  | 140.    |

### Pływanie
Mężczyźni
| Zawodnik      | Konkurencja    | Eliminacje | Eliminacje | Półfinał | Półfinał | Finał | Finał   |
| Zawodnik      | Konkurencja    | Czas       | Miejsce    | Czas     | Miejsce  | Czas  | Miejsce |
| ------------- | -------------- | ---------- | ---------- | -------- | -------- | ----- | ------- |
| Khader Baqlah | 200 m dowolnym | 1:48,42    | 31.        | NQ       | NQ       | NQ    | NQ      |

Kobiety
| Zawodniczka   | Konkurencja   | Eliminacje | Eliminacje | Półfinał | Półfinał | Finał | Finał   |
| Zawodniczka   | Konkurencja   | Czas       | Miejsce    | Czas     | Miejsce  | Czas  | Miejsce |
| ------------- | ------------- | ---------- | ---------- | -------- | -------- | ----- | ------- |
| Talita Baqlah | 50 m dowolnym | 26,48      | 51.        | NQ       | NQ       | NQ    | NQ      |

### Taekwondo
Mężczyźni
| Zawodnik        | Konkurencja | 1/16             | Ćwierćfinał      | Półfinał         | Repasaż 1        | Finał/BM           | Finał/BM |
| Zawodnik        | Konkurencja | Przeciwnik Wynik | Przeciwnik Wynik | Przeciwnik Wynik | Przeciwnik Wynik | Przeciwnik Wynik   | Pozycja  |
| --------------- | ----------- | ---------------- | ---------------- | ---------------- | ---------------- | ------------------ | -------- |
| Ahmad Abughaush | - 68 kg     | Zaki W 9-1       | Lee W 11-8       | González W 12-7  | n\a              | Dienisienko W 10-6 | złoto    |

### Triathlon
| Zawodnik        | Konkurencja | Pływanie (1,5 km) | Zmiana 1 | Jazda na rowerze (40 km) | Zmiana 2 | Bieg (10 km) | Czas    | Pozycja |
| --------------- | ----------- | ----------------- | -------- | ------------------------ | -------- | ------------ | ------- | ------- |
| Lawrence Fanous | Mężczyźni   | 18:16             | 0:48     | 59:34                    | 0:40     | 35:47        | 1:55:05 | 46.     |